# Ciudad-balneario de Sochi
La ciudad-balneario de Sochi (del ruso: Город-курорт Сочи, górod-kurort Sochi) es una de las siete unidades municipales con estatus de ciudad independiente u ókrug urbano del krai de Krasnodar, en Rusia. Está situada en la zona sureste del krai. Limita al norte con el raión de Apsheronsk del krai y el raión de Maikop de la república de Adiguesia, al noreste con el raión de Mostovskói, al sureste con el distrito de Gagra de Abjasia-Georgia, al sur con el mar Negro y al noroeste con el raión de Tuapsé. Contaba con una población en 2010 de 420 589 habitantes y una superficie de 3 502 km².
Su territorio abarca el litoral del mar Negro desde el microdistrito de Magri (al sureste de donde desemboca el río Shepsi, en el distrito Lazarevski, por el oeste, hasta la frontera entre la Federación Rusa y la república de Abjasia, marcada por el curso del río Psou. Hacia el interior alcanza las alturas de la cordillera principal del Cáucaso, remontando los valles de los ríos entre 40 y 60 km tierra adentro. De estos los principales de oeste a este, son: el Ashé, el Psezuapsé, el Shajé, el Dagomys, el Sochi, el Matsesta, el Josta, el Mzymta y el Psou.

## Historia
El actual territorio de la unidad municipal quedó unido el 10 de febrero de 1961, cuando se unieron a la ciudad de Sochi los disueltos raiones de Lázarevskoye y Ádler del krai de Krasnodar, formándose los distritos de Ádler, Josta, Lázarevskoye y Central.
En 2005, como resultado de la reforma de la autonomía local de la ciudad de Sochi y sus territorios subordinados, se formó la unidad municipal y área metropolitana de la ciudad-balneario denominada el Gran Sochi (en ruso, Большой Сочи). 

## Demografía
| Año  | Población |
| ---- | --------- |
| 1959 | 95 234    |
| 1970 | 267 355   |
| 1979 | 336 926   |
| 1989 | 385 851   |
| 2002 | 397 103   |
| 2010 | 420 589   |

En 2010, el 82.7 % de la población era urbana y el 17.3 % era rural.

## División administrativa

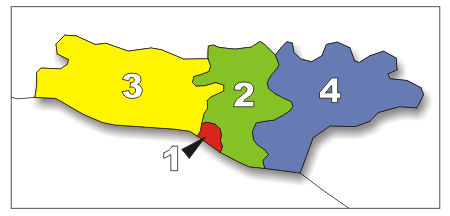
División administrativa de Sochi:
1-Distrito Tsentralni (Central)
2-Distrito de Josta
3-Distrito de Lázarevskoye
4-Distrito de Ádler.

La unidad municipal se divide en cuatro distritos:
| Distrito   | Centro administrativo | Población |
| ---------- | --------------------- | --------- |
| Tsentralni | Sochi                 | 137 677   |
| Jostinski  | Josta                 | 80 737    |
| Lazárevski | Lázarevskoye          | 84 149    |
| Adlerski   | Ádler                 | 118 026   |